# Chapelle Sainte-Madeleine de Châteauneuf-Val-Saint-Donat
Pour les articles homonymes, voir Chapelle Sainte-Madeleine.
La chapelle Sainte-Madeleine est une chapelle située à Châteauneuf-Val-Saint-Donat, en France.

## Description
Elle est construite en pierres de taille blanches. Les murs épais (1,1 m) sont construits dans un appareil de taille moyenne mais régulier ; ils délimitent une nef rectangulaire à trois travées voûtées en berceau. Elle est réparée une première fois en 1675, et abrite des ermites de 1686 à 1792, avant d’être abandonnée,,.

## Localisation
La chapelle est située sur la commune de Châteauneuf-Val-Saint-Donat, dans le département français des Alpes-de-Haute-Provence. La chapelle Sainte-Madeleine est isolée, à 3 km au sud-ouest du hameau de Chabannes, et se trouve actuellement au milieu de la forêt.

## Historique
En 1793, elle est vendue comme bien national.
L'édifice est inscrit au titre des monuments historiques en 1997.